# وانغ بينغ (راكب الكنو)
وانغ بينغ هو راكب الكنو صيني، ولد في 2 يناير 1978.

## وصلات خارجية
- وانغ بينغ على موقع أوليمبيديا (الإنجليزية)
- وانغ بينغ على موقع اللجنة الأولمبية الصينية (الإنجليزية)